# 万国全图

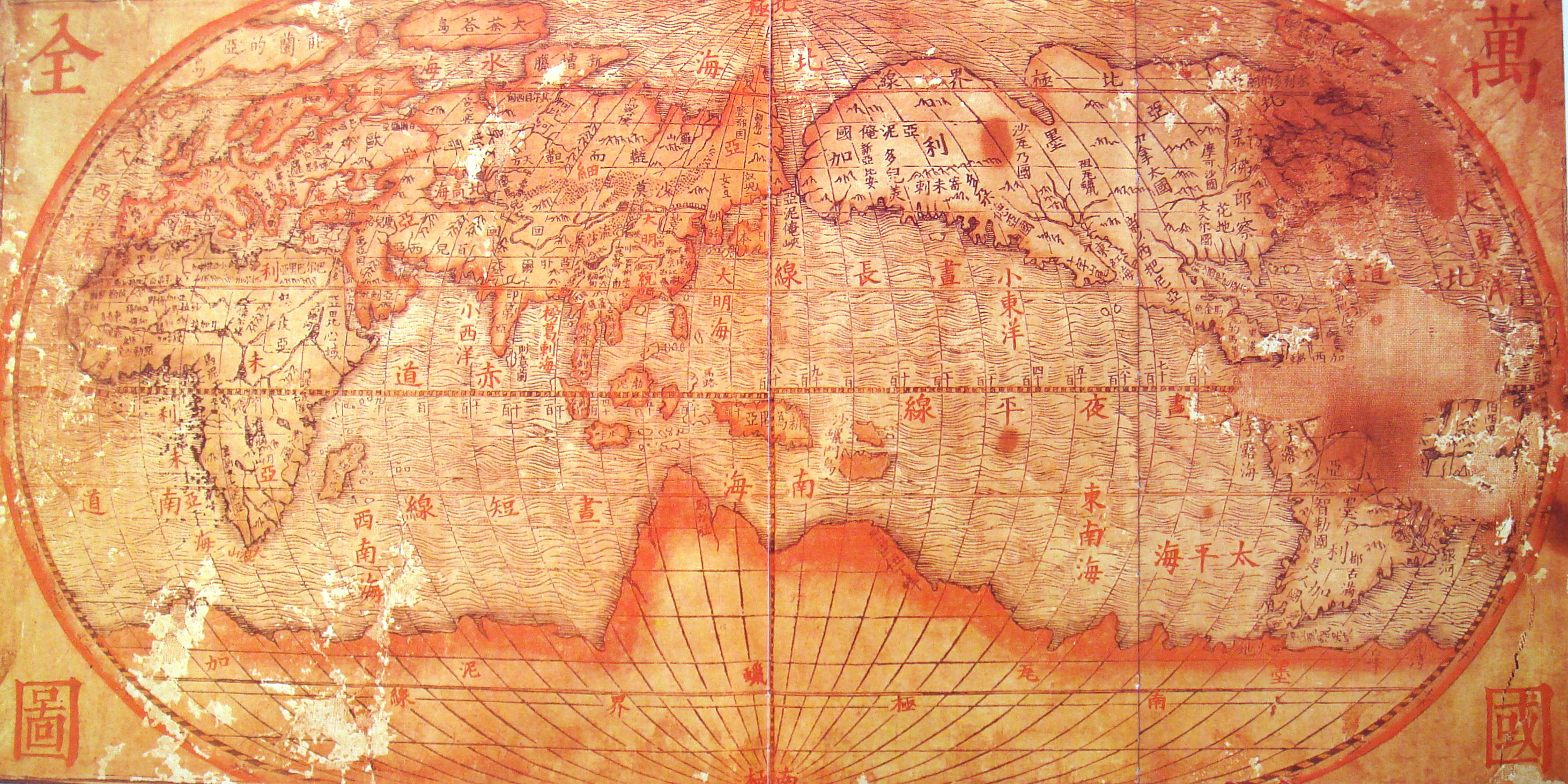
万国全图

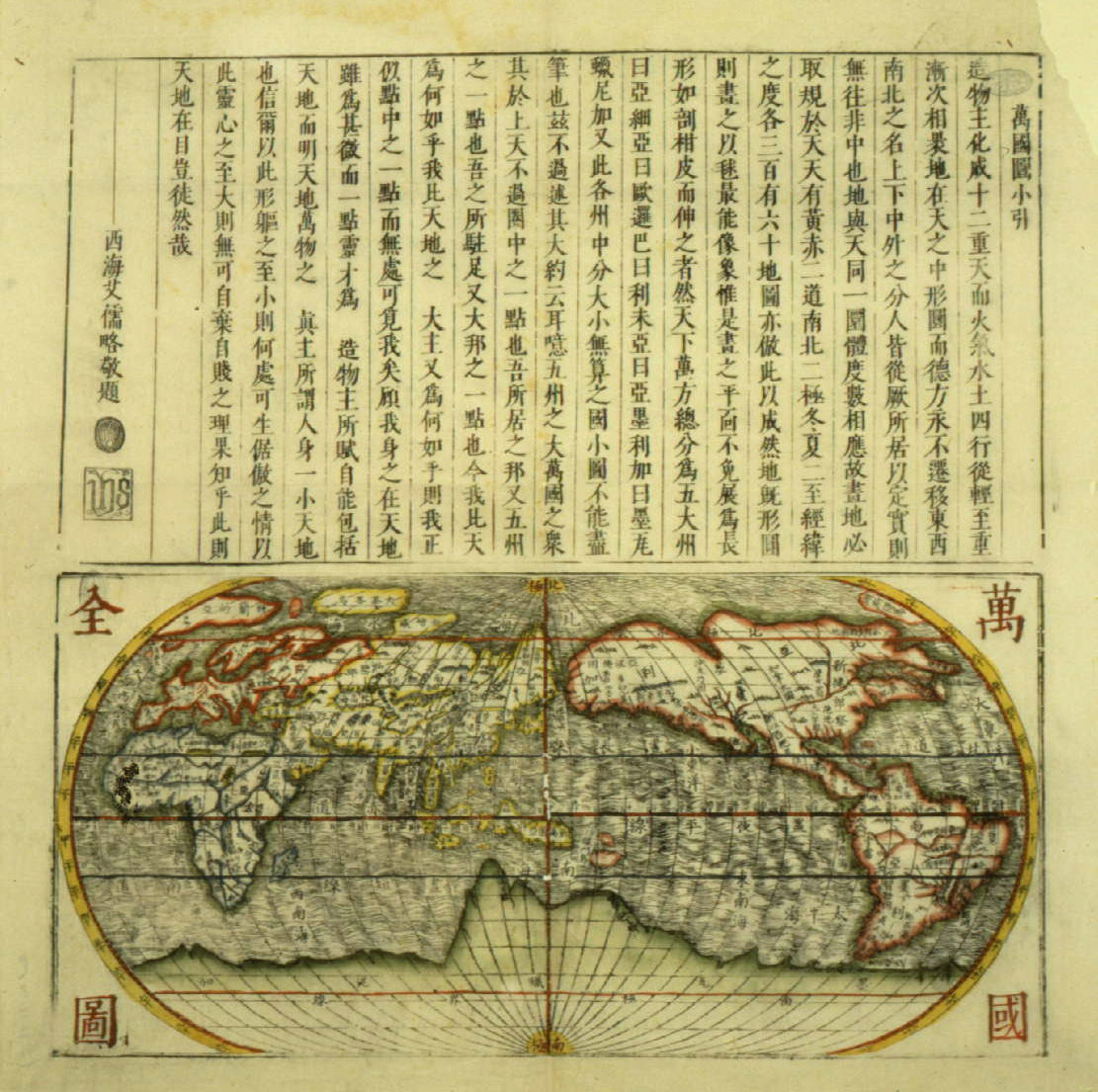
獨立出版的《萬國全圖》

萬國全圖，是由耶穌會傳教士艾儒略繼利瑪竇的地圖後所繪製的世界地圖，在1623年出版。同年又刊於艾儒略的《職外方紀》卷首。利瑪竇曾於1574年至1603年以中文繪製世界地圖，後來艾儒略將這部地圖的節本付印並著色，而艾儒略的名字题于地图左上角耶穌會圖章上方。
《萬國全圖》為橢圓投影，應參考過利瑪竇的《坤輿萬國全圖》並加入新資料，如太平海（太平洋）及1606年發現的新為匿亞（新幾內亞），該圖與《坤輿萬國全圖》在地名上的翻譯亦有所不同。
艾儒略在獨立出版的《萬國全圖》中撰寫了《萬國圖小引》，文中寫道：「地與天同一圜體，度數相應，故畫地必取規於天。天有黃赤一道，南北二極，冬夏二至。經緯之度各三百有六十，地圖亦仿此以成。然地既形圓，則畫之以毬，最能像象，惟是畫之平面，不免展為長形，如剖柑皮而伸之者。然天下萬方，總分為五大州，日亞細亞，曰歐邏巴，曰利未亞，曰亞墨利加，曰墨瓦蠟尼加。又此各州中，分大小無算之國，小圓而不能盡筆也，茲不過述其大約云耳。」末署「西海艾儒略敬題」。
《職方外紀》所刊的《萬國全國》則無《萬國圖小引》，該書附有七幅地圖：
- 萬國全圖
- 北輿全圖
- 南輿全圖
- 亞細亞圖
- 歐羅巴圖
- 利未亞圖
- 南北亞墨利加圖

1. ↑  .   [2021-11-28]. （原始内容存档于2021-11-28）.
2. 1 2 3  . 上海: 中西書局. 2017: 180–182. ISBN 9787547511923. Authors list列表中的|first1=缺少|last1= (帮助)